# Henrik Torehammar
Carl Henrik Torehammar, född 8 juli 1980 i Kristinehamns församling, är en svensk journalist och radioprogramledare. Sedan 2022 är han inrikespolitisk kommentator på Svenska Dagbladet.

## Biografi
Torehammar växte upp i Kristinehamn. I tonåren var han politiskt aktiv i Liberalerna. Tidigt i karriären sommarjobbade han som liberal ledarskribent på GT.
Torehammar har bland annat varit med och startat Sveriges Radios första radiodokusåpa Privatradio. Torehammar debuterade som programledare sommaren 2008 i radioprogrammet Brunchrapporten i Sveriges Radio P3.
I december 2008 ledde Torehammar tillsammans med Kitty Jutbring och Ehsan Noroozi den sex dygn långa livesändningen från den allra första upplagan av Musikhjälpen. Vid den årliga radiogalan i september 2009 mottog han priset som "Årets rookie". I januari 2012 blev han programledare för Torehammars vecka i P3 tillsammans med Linnéa Wikblad. Under våren 2012 gjorde Henrik Torehammar även debut i Sveriges Radio P1 med programmet Detektor tillsammans med Jenny Küttim. Programmet beskrevs som ett verktyg för att skilja fakta från fiktion, och sändes fem gånger som ett pilotprojekt. I slutet av november 2014 började han på Aftonbladets nya morgonprogram.
Mellan 2014 och 2021 ledde Henrik Torehammar podcasten Det politiska spelet i Sveriges Radio tillsammans med bland andra Fredrik Furtenbach och Tomas Ramberg.
Under våren 2018 började Torehammar programleda Ring P1 i Sveriges Radio. År 2019 tilldelades han Sveriges Radios språkpris för sina insatser i podcasten Det politiska spelet med motiveringen "en formuleringsfantastisk enfant terrible som reformerar, attraherar och rör om med halsbrytande iakttagelser och oefterlikneliga liknelser".
Från februari 2021 till juni 2022 var Torehammar en av programledarna för P1 Morgon. Sedan 2022 är han inrikespolitisk kommentator på Svenska Dagbladet. Tillsammans med Maggie Strömberg och Torbjörn Nilsson gör han också SvD-podden Politiken.